# Brahmina shibatai
Brahmina shibatai är en skalbaggsart som beskrevs av Kobayashi 1987. Brahmina shibatai ingår i släktet Brahmina och familjen Melolonthidae. Inga underarter finns listade.